# Basil da Cunha
Pour les articles homonymes, voir da Cunha.
 (septembre 2022).
La mise en forme du texte ne suit pas les recommandations de Wikipédia : il faut le « wikifier ».
Les points d'amélioration suivants sont les cas les plus fréquents. Le détail des points à revoir est peut-être précisé sur la page de discussion.
- Les titres sont pré-formatés par le logiciel. Ils ne sont ni en capitales, ni en gras.
- Le texte ne doit pas être écrit en capitales (les noms de famille non plus), ni en gras, ni en italique, ni en « petit »…
- Le gras n'est utilisé que pour surligner le titre de l'article dans l'introduction, une seule fois.
- L'italique est rarement utilisé : mots en langue étrangère, titres d'œuvres, noms de bateaux, etc.
- Les citations ne sont pas en italique mais en corps de texte normal. Elles sont entourées par des guillemets français : « et ».
- Les listes à puces sont à éviter, des paragraphes rédigés étant largement préférés. Les tableaux sont à réserver à la présentation de données structurées (résultats, etc.).
- Les appels de note de bas de page (petits chiffres en exposant, introduits par l'outil «  Source ») sont à placer entre la fin de phrase et le point final[comme ça].
- Les liens internes (vers d'autres articles de Wikipédia) sont à choisir avec parcimonie. Créez des liens vers des articles approfondissant le sujet. Les termes génériques sans rapport avec le sujet sont à éviter, ainsi que les répétitions de liens vers un même terme.
- Les liens externes sont à placer uniquement dans une section « Liens externes », à la fin de l'article. Ces liens sont à choisir avec parcimonie suivant les règles définies. Si un lien sert de source à l'article, son insertion dans le texte est à faire par les notes de bas de page.
- La présentation des références doit suivre les conventions bibliographiques. Il est recommandé d'utiliser les modèles {{Ouvrage}}, {{Chapitre}}, {{Article}}, {{Lien web}} et/ou {{Bibliographie}}. Le mode d'édition visuel peut mettre en forme automatiquement les références.
- Insérer une infobox (cadre d'informations à droite) n'est pas obligatoire pour parachever la mise en page.

Pour une aide détaillée, merci de consulter Aide:Wikification.
Si vous pensez que ces points ont été résolus, vous pouvez retirer ce bandeau et améliorer la mise en forme d'un autre article.
Basil da Cunha, né le 19 juillet 1985 à Morges, est un réalisateur, producteur, scénariste et cinéaste vaudois, de nationalité suisse et portugaise.

## Biographie
Basil da Cunha développe sa passion pour la vidéo dès son enfance : à l'âge de 10 ans, son père lui offre une caméra vidéo avec laquelle il commence à filmer des images que, jusqu'alors, il pouvait exprimer que à travers le dessin. 
En 2008, Da Cunha commence sa formation à la HEAD-Genève, avec une orientation cinéma. Durant ses études, il réalise le court métrage À Côté, nommé pour le Prix du cinéma suisse en 2010 et récompensé par le Prix du meilleur film portugais la même année. En 2009, il devient membre de la société Thera Production avec laquelle il réalise La loi du talion. En 2012 il obtient un Bachelor of Arts en cinéma.
Entre 2002 et 2012 il réalise une série de courts métrages en partie auto produits, avant de présenter en 2013 son premier long métrage, Après la nuit. Ce dernier est sélectionné par la Quinzaine des réalisateurs lors du Festival de Cannes,. À partir de la même année, il devient professeur de cinéma à la HEAD-Genève. 
Son film Até ver a luz, réalisé en 2013, est présenté lors de festivals prestigieux tels que le Festival de Cannes, le Festival del film di Locarno et la Mostra de São Paulo. En 2015, da Cunha est récompensé avec la bourse Leenaards.
Son œuvre tourne autour des questions du réalisme et de l'humanisme à travers un fort engagement social, sujets liés de manière autobiographique au contexte social dans lequel il a grandi.

## Filmographie

### Réalisateur
- 2002 : La Boîte (court métrage)
- 2003 : Moreira (court métrage)
- 2004 : Stigmate (court métrage)
- 2005 : Sweet Dreams (court métrage)
- 2007 : Le Mur (court métrage)
- 2008 : La Loi du Talion (court métrage)
- 2009 : À côté * 2008 : La loi du talion  * 2007 : Le mur  (court métrage)
- 2011 : Le Poisson lune (Nuvem) (court métrage)
- 2012 : La Faute à Rousseau (série télévisée), épisode 7 L'Homme est-il bon ?
- 2012 : Os vivos tambem choram (court métrage)
- 2013 : Après la nuit (Até ver a luz)
- 2014 : Nuvem negra
- 2022 : O Fim do Mundo
- 2022 : Futura ! (série télévisée), épisode 3 Nida
- 2023 : 2720 (court métrage)
- 2023 : Manga d'Terra

### Producteur
- 2014 : Nuvem negra
- 2022 : O Fim do Mundo

## Distinctions
Il obtient le Prix de la meilleure photographie pour O Fim do Mundo en 2019 au Festival de Cinéma Européen des Arcs 2019  et au Prix de l'Académie Suisse du Cinéma 2020.
En 2024, son court métrage 2720 a obtenu le prix du meilleur film européen au Festival du court métrage de Clermont-Ferrand.